# Ижак, Николай Иванович
Николай Иванович Ижак (укр. Микола Іванович Їжак; 16 сентября 1886, Чесники, Рогатинский уезд, Королевство Галиции и Лодомерии, Австро-Венгрия — декабрь 1919, Жмеринка, УНР) — капеллан УГКЦ, офицер, участник Первой мировой и Польско-украинской войны.

## Биография
Николай родился в семье Ивана Ижака и Анны Паньковой. Народную школу окончил в родном селе. После учился в Бережанской гимназии, которую закончил с отличием. Соучредитель организации «Молодая Украина».
В 1911 году митрополит Андрей Шептицкий во Львове рукоположил Николая Ижака в священника в женатом состоянии. С мая 1916 года являлся капелланом Украинских сечевых стрельцов на Тернопольщине (село Соснов). Стал одним из двух первых капелланов УСС.
Организационная схема полевого духовенства в Галицкой армии была определена Государственным секретарём военных дел Дмитрием Витовским 1 января 1919 года. Тогда на базе отдела духовенства был основан высший орган — Зарядное преподобничество. Приказом военного министра ЗУНР полковника Витовского преподобником назначен Николай Ижак. Ему было подчинено созданное Полевое преподобничество Начальной команды Галицкой армии, возглавляемое до этого капелланом австрийской армии 36-летним А. Калятой.
После отступления Галицкой Армии за Збруч Николай перешёл вместе с ней, где в декабре 1919 года умер от эпидемического сыпного тифа. Отпевал его Василий Лаба.